# Evelyn Colyer
Evelyn Colyer (n. 16 august 1902, Greater London, Anglia, Regatul Unit al Marii Britanii și Irlandei – d. 6 noiembrie 1930, India) a fost o jucătoare de tenis britanică, medaliată olimpică. A participat la o ediție a Jocurilor Olimpice (1924) în care a câștigat o medalie de bronz.

## Participări
Lista de mai jos prezintă principalele competiții la care a participat Evelyn Colyer de-a lungul carierei.
- double dames de tennis aux Jeux olympiques d'été de 1924[*]